# 下博纳泰
下博纳泰（義大利語：Bonate Sotto）是意大利贝加莫省的一个市镇。总面积6.27平方公里，人口6538人，人口密度1042.7人/平方公里（2009年）。国家统计（ISTAT）代码为016031。